# Йост, Рес
Рес Вильгельм Йост (нем. Res Jost); 10 января 1918 — 3 октября 1990) — швейцарский физик-теоретик, работал в областях квантовой теории поля, квантовой электродинамики и математической физики.

## Биография
Рес Йост учился в Берне и в Федеральной высшей технической школе Цюриха (нем. ETH Zurich), где в 1946 году он получил докторское звание за работу «Zur Ladungsabhängigkeit der Kernkräfte in der Vektormesontheorie ohne neutrale Mesonen» (рус. Зарядовая зависимость ядерных сил в теории векторных мезонов без нейтральных мезонов) под руководством Грегора Вентцеля. После защиты Йост на полгода уехал в Копенгаген, где работал с Нильсом Бором и использовал «решения Йоста» в теории рассеивания. Также он работал в Цюрихе в качестве ассистента Вольфганга Паули до 1949 года. С 1949 до 1955, в 1957, 1962—63 и 1968 он работал в Институт перспективных исследований в Принстоне вместе с такими учеными как Вальтер Кон и Абрахам Пайс. С 1955 года он был профессором по совместительству в Цюрихе, а с 1959 — просто профессором. В 1965 вместе с Рудольфом Хаагом создал журнал «Communications in Mathematical Physics» .
В ETH Йост развивал школу математической физики. Среди его студентов были Давид Рюэль, Клаус Хепп, Конрад Остервальдер и другие.
Йост проводил исследования по квантовой теории рассеивания (в частности по обратной теории рассеяния: нахождение рассеивающего потенциала при известном поведении волновой функции) и квантовой теории поля. В 1952 году вместе с А. Пайсом сформулировал правило отбора по G-четности. Рассчитал радиационные поправки для рассеяния фотона на частице с нулевым спином. В 1957 независимо от Гарри Лемана и Фримена Дайсона дал интегральное представление причинных коммутаторов (представление Йоста-Лемана-Дайсона), а в 1958 году доказал и обобщил CPT-теорему. Йост был членом-корреспондентом Австрийской академии наук и иностранным членом Национальной академии наук США (1976). В 1984 году получил медаль имени Макса Планка.
В 1949 году женился на Хильде Флейшер. В старости интересовался грибоводством.

## Работы
- Jost: «The general theory of quantized fields», AMS, 1965
- Jost: «Das Märchen vom Elfenbeinernen Turm. Reden und Aufsätze», Springer 1995 (Herausgegeben von Klaus Hepp, u.a. über Physikgeschichte bei Planck, Einstein, Faraday, Dirac, Mach, mit biographischer Note von Abraham Pais und Autobiographischem von Jost), ISBN 3-540-59476-0